# Deutscher Filmpreis/Besucherstärkster Film
Seit 2014 vergibt der Deutsche Filmpreis eine undotierte „Lola“ in der Kategorie Besucherstärkster Film. Die Auszeichnung erhält ohne Abstimmungsverfahren derjenige deutsche Film mit den meisten Kinozuschauern im Wertungszeitraum. Damit löste dieser Preis frühere Varianten eines Publikumspreises ab, welcher von 1999 bis 2005, und nochmal 2013 (in jenem Jahr mit Online-Abstimmung), vergeben wurde.

## 2010er Jahre
2014
Fack ju Göhte – Produktion: Christian Becker und Lena Schömann; Regie: Bora Dagtekin

2015
Honig im Kopf – Produktion: Til Schweiger und Thomas Zickler; Regie: Til Schweiger

2016
Fack ju Göhte 2 – Produktion: Lena Schömann; Regie: Bora Dagtekin

2017
Willkommen bei den Hartmanns – Produktion: Quirin Berg, Max Wiedemann, Simon Verhoeven und Michael Verhoeven; Regie: Simon Verhoeven

2018
Fack ju Göhte 3 – Produktion: Lena Schömann und Bora Dagtekin; Regie: Bora Dagtekin

2019
Der Junge muss an die frische Luft – Produktion: Sebastian Werninger, Nico Hofmann und Hermann Florin; Regie: Caroline Link

## 2020er Jahre
2020
Das perfekte Geheimnis – Produktion: Bora Dagtekin und Lena Schömann; Regie: Bora Dagtekin

2021
Nightlife – Regie: Simon Verhoeven, Produktion: Max Wiedemann, Quirin Berg

2022
Die Schule der magischen Tiere – Regie: Gregor Schnitzler, Produktion: Alexandra Kordes, Meike Kordes

2023
Die Schule der magischen Tiere 2 – Regie: Sven Unterwaldt, Produktion: Alexandra Kordes, Meike Kordes

2024
Die drei ??? – Erbe des Drachen – Regie: Tim Dünschede, Produktion: Justyna Muesch, Quirin Berg, Max Wiedemann,

2025
Die Schule der magischen Tiere 3 – Produktion: Alexandra Kordes und Meike Kordes, Regie: Sven Unterwaldt